# La sottile linea rossa (film 1998)
La sottile linea rossa (The Thin Red Line) è un film del 1998 scritto e diretto da Terrence Malick, con un ricchissimo cast di attori che hanno accettato anche ruoli secondari e minori pur di apparirvi. Si tratta del terzo lungometraggio del regista statunitense, che in 25 anni di carriera prima di quest'opera aveva realizzato solo altre due pellicole.
Il film è tratto dall'omonimo romanzo di James Jones (1962), vero reduce della guerra nel Pacifico. Il titolo si riferisce ad un verso del poema Tommy di Rudyard Kipling, tratto dalla collezione Barrack-Room Ballads, nel quale Kipling descrive i soldati come "una sottile linea rossa di eroi". Il poema di Kipling è a sua volta basato sull'azione dei soldati britannici nel 1854 durante la guerra di Crimea, chiamata "The Thin Red Line", nella battaglia di Balaklava.

## Trama
Guadalcanal (Isole Salomone - Sud del Pacifico), 1942: la compagnia di fucilieri Charlie di un reparto dell'esercito statunitense viene mandata alla conquista di un campo d'aviazione giapponese posto in cima a una collina dell'isola. Il gruppo di militari è guidato dal mite capitano Staros, agli ordini dell'ambizioso colonnello Tall.
Durante il lungo e sanguinoso assalto si consumeranno le vicende e i tormenti interiori di un gruppo di uomini costretti a confrontarsi con i propri doveri e soprattutto con la follia della guerra, mentre tutt'intorno la natura, lussureggiante e indifferente, sembra cullarli e contrapporsi alla loro logica. Il soldato Edward Train così descrive nel pensiero tutti i suoi interrogativi su questa follia:
(Soldato Edward Welsh)
Fra le varie vicende ne emergono con forza tre: quella del soldato Witt, che prima diserta e si rifugia fra gli indigeni melanesiani per poi far ritorno alla compagnia e sacrificarsi per i propri compagni instillando più di un dubbio nel cinico sergente Welsh, suo diretto superiore; quella del soldato Bell, che non sopporta la forzata lontananza dalla moglie dalla quale alla fine verrà lasciato tramite una lettera che gli annuncia il divorzio; infine lo scontro fra il colonnello Tall e il capitano Staros, che rifiuta di mandare i suoi uomini in una missione suicida e che per questo verrà sollevato dall'incarico e sostituito dal tenente Band.

## Cast
- Sergente Edward Welsh, interpretato da Sean Penn
- Caporale Geoffrey Fife, interpretato da Adrien Brody
- Soldato Robert E. Lee Witt, interpretato da Jim Caviezel
- Soldato Jack Bell, interpretato da Ben Chaplin
- Capitano Charles Bosche, interpretato da George Clooney
- Capitano John Gaff, interpretato da John Cusack
- Sergente Keck, interpretato da Woody Harrelson
- Capitano James Staros, interpretato da Elias Koteas
- Secondo tenente William Whyte, interpretato da Jared Leto
- Soldato scelto Don Doll, interpretato da Dash Mihok
- Soldato Tills, interpretato da Tim Blake Nelson
- Tenente colonnello Gordon Tall, interpretato da Nick Nolte
- Sergente Maynard Storm, interpretato da John C. Reilly
- Soldato Mazzi, interpretato da Larry Romano
- Sergente McCron, interpretato da John Savage
- Brigadier generale Quintard, interpretato da John Travolta
- Soldato scelto Charlie Dale, interpretato da Arie Verveen

Fanno parte del cast, accreditati in ruoli minori, Kirk Acevedo, Penny Allen, Mark Boone Junior, Matt Doran, Don Harvey, Danny Hoch, Thomas Jane, Miranda Otto, Donal Logue e Nick Stahl.

## Produzione
Il progetto del nuovo film di Malick cominciò a delinearsi nel 1988, 10 anni prima dell'uscita nelle sale. Fu il produttore 
Bobby Geisler che avvicinò Malick già ai tempi de I giorni del cielo e gli chiese di adattare il testo teatrale In the boom boom boom di David Rabe. Malick declinò l'offerta ma a Geisler disse che avrebbe ben volentieri adattato e diretto una versione del Tartufo di Moliere o The Thin Red Line di James Jones. Malick cominciò a scrivere lo script del romanzo di Jones e consegnò a Geisler una prima versione di ben 300 pagine nel maggio del 1989. Malick e Geisler temporeggiarono fino al 1994: Malick attirato da altri lavori e Geisler in cerca di finanziamenti per il progetto.
Dopo che la Sony abbandonò il progetto, perché considerato rischioso, la spuntò la Fox. La quale, dopo aver bloccato il progetto per realizzare il film, finanziò la produzione a patto che Malick avesse scelto almeno cinque attori di richiamo. Malick allora avviò senza esitazioni le varie produzioni di casting alla ricerca del cast adatto al suo film. Tom Cruise, Robert De Niro e Robert Duvall declinarono. La risposta che salvò il film fu di Sean Penn, grande fan di Malick, che avrebbe partecipato al film anche gratis. L'assenso di Penn generò una reazione a catena che mobilitò tutta Hollywood: la notizia che Malick sarebbe tornato dietro la macchina da presa, creò intorno al progetto un alone di mistero e di cult a priori e furono molti addetti ai lavori pronti a scommettere al capolavoro. Johnny Depp, Nicolas Cage, Leonardo DiCaprio, Tom Sizemore, Brad Pitt e Kevin Costner furono alcuni dei grandi nomi che parteciparono ai primi casting nel 1996.
Alla fine Malick scelse il cast definitivo dopo una lunga fase di provini e partì per l'Australia e le Isole Salomone per scegliere le ambientazioni per le riprese, le quali iniziarono nel giugno 1997 in accordo con la produzione, che gli dette carta bianca. Le riprese furono lunghe ma andarono lisce. I produttori Geisler e Roberdeau seguirono tutto con apprensione mentre Malick e il suo sterminato cast erano impegnati in Queensland, nel nord dell'Australia. Dopo 100 giorni di riprese australiane, 24 alle Isole Salomone e 3 negli Stati Uniti a San Pedro, Malick terminò il film a novembre, senza sforare né tempi né budget.
Il vero problema fu il montaggio del film. La prima versione grezza dell'opera sfiorò le sei ore di girato e Malick, su pressione della produzione, dovette tagliare quasi metà film per dare un minutaggio adatto alla distribuzione nelle sale. Fu così che le parti di attori come Billy Bob Thornton, Martin Sheen, Bill Pullman, Lukas Haas, Viggo Mortensen, Gary Oldman e anche Mickey Rourke furono tagliate da Malick; mentre Adrien Brody, che avrebbe dovuto essere tra i protagonisti della pellicola, ha scoperto solo alla prima del film che il suo ruolo era stato drasticamente ridimensionato. Altro esempio fu la parte di George Clooney, che lavorò sul set per due settimane, ma alla fine nel montaggio finale recita per meno di un minuto negli ultimi minuti di pellicola.

### Riprese
Le riprese del film sono state realizzate alle Isole Salomone, nello stato del Queensland in Australia e a San Pedro, in California, tra giugno e novembre del 1997.

### Casting
Edward Norton era stato scelto per interpretare il soldato Witt, ma rifiutò a causa della morte della madre, avvenuta due mesi prima. Il ruolo venne quindi assegnato a Jim Caviezel.

## Distribuzione
La pellicola è uscita nelle sale statunitensi il 22 dicembre 1998, mentre nelle sale italiane il 19 febbraio 1999. L'incasso internazionale della pellicola, il cui budget è stato di 52 milioni di dollari, è stato di poco più di 98 milioni di dollari, di cui circa 36 milioni negli Stati Uniti.

## Accoglienza
Il film è stato accolto positivamente dalla critica. Sull'aggregatore di recensioni Rotten Tomatoes ha un indice di gradimento dell'80%, con un voto medio di 7,30 su 10 basato su 102 recensioni. Il commento del sito recita: "La sottile linea rossa è un audace film filosofico sulla Seconda guerra mondiale con un enorme cast di star appassionate".

## Riconoscimenti
- 1999 - Premio Oscar
  - Candidatura Miglior film a Robert Michael Geisler, John Roberdeau e Grant Hill
  - Candidatura Migliore regia a Terrence Malick
  - Candidatura Migliore sceneggiatura non originale a Terrence Malick
  - Candidatura Migliore fotografia a John Toll
  - Candidatura Miglior montaggio a Billy Weber, Leslie Jones e Saar Klein
  - Candidatura Miglior sonoro a Andy Nelson, Anna Behlmer e Paul 'Salty' Brincat
  - Candidatura Miglior colonna sonora a Hans Zimmer
- 1999 - Festival di Berlino
  - Orso d'oro a Terrence Malick
  - Menzione speciale a John Toll (Per le inquadrature)
- 1999 - Broadcast Film Critics Association Award
  - Candidatura Miglior film
- 1999 - Directors Guild of America Award
  - Candidatura per la miglior regia a Terrence Malick
- 2000 - Premio César
  - Candidatura Miglior film straniero a Terrence Malick
- 1998 - Satellite Award
  - Miglior cast
  - Miglior film drammatico
  - Migliore regia a Terrence Malick
  - Migliore fotografia a John Toll
  - Miglior colonna sonora a Hans Zimmer
  - Candidatura Migliore sceneggiatura non originale a Terrence Malick
  - Candidatura Miglior montaggio a Billy Weber
- 1999 - Chicago Film Critics Association Award
  - Migliore regia a Terrence Malick
  - Migliore fotografia a John Toll
  - Candidatura Miglior film
  - Candidatura Miglior attore non protagonista a Nick Nolte
  - Candidatura Miglior attore debuttante a Jim Caviezel
- 1998 - New York Film Critics Circle Award
  - Migliore regia a Terrence Malick
  - Migliore fotografia a John Toll